# Lliga catalana de bàsquet femenina 1991-1992
La Lliga Catalana de Basquetbol 1991 fou l'onzena edició de la Lliga catalana. La competició se celebrà des del setembre fins al 16 de setembre de 1991 i fou organitzada per la Federació Catalana de Basquetbol. Hi participaren l'Universitari de Barcelona, el PRYCA Manresa i el Club Natació Reus Ploms, representants catalans a la Lliga estatal. El torneig es disputà en format de lliga triangular. Els dos primers classificats disputaren la final, que se celebrà el 16 de setembre al Pavelló Joan Sirolla de Reus.

## Fase regular

### Taula de resultats
| Casa \ Fora               | BAR   | MAN | REU |
| ------------------------- | ----- | --- | --- |
| Universitari de Barcelona | —     |     |     |
| PRYCA Manresa             | 59–71 | —   |     |
| CN Reus Ploms             |       |     | —   |

## Final
| 16 de setembre de 1991 Informe | Universitari de Barcelona          | 56–47 | CN Reus Ploms   | Pavelló Joan Sirolla, Reus Àrbitres: Amorós i Del Amo |
| 16 de setembre de 1991 Informe | Resultat per meitats: 30-26, 26-21 |       |                 | Pavelló Joan Sirolla, Reus Àrbitres: Amorós i Del Amo |
| 16 de setembre de 1991 Informe | Pts: Hakala 15                     |       | Pts: Sekulic 20 | Pavelló Joan Sirolla, Reus Àrbitres: Amorós i Del Amo |

| Universitari de Barcelona | CN Reus Ploms |

| #          | Pos.  | Jugadora        | Pts |
| ---------- | ----- | --------------- | --- |
|            |       | Núria Alocén    | 2   |
|            |       | Lea Hakala      | 15  |
|            |       | Copahin         | 13  |
|            |       | Tania Verdaguer | 8   |
|            |       | Abad            | 7   |
|            |       | Pavé            | 2   |
|            |       | Soler           | 9   |
| Equip      | Equip | Equip           | 56  |
| Entrenador |       |                 |     |
|            |       |                 |     |

| Campió de la Lliga Catalana 1991-92   |
| ------------------------------------- |
| Universitari de Barcelona Segon títol |

| #          | Pos.  | Jugadora | Pts |
| ---------- | ----- | -------- | --- |
|            |       | Cantenys | 2   |
|            |       | Sekulic  | 20  |
|            |       | Riera    | 3   |
|            |       | Monje    | 4   |
|            |       | Ruiz     | 6   |
|            |       | Clavero  | 12  |
| Equip      | Equip | Equip    | 47  |
| Entrenador |       |          |     |
|            |       |          |     |